# مدل‌سازی همه‌منظوره
زبان مدل‌سازی همه-منظوره(GPM) استفاده سیستماتیک از زبان مدلسازی زبان همه-منظوره برای بازنمایی اشکال مختلف یک شی یا سیستم است. نمونه‌های زبانهای GPM عبارتند از:
- زبان مدل‌سازی یکپارچه (UML)، استاندارد صنعت برای مدل سازی سیستم‌های نرم‌افزاری
- EXPRESS، زبان مدل سازی داده برای داده‌های محصول، استاندارد ISO 10303-11
- XML